# Mormyrus niloticus
Mormyrus niloticus es una especie de pez elefante eléctrico perteneciente al género Mormyrus en la familia Mormyridae presente en varias cuencas hidrográficas de África, entre ellas la cuenca del río Nilo, el Nilo Blanco y el lago Alberto. Es nativa de Sudán, Uganda y Egipto (extinto); y puede alcanzar un tamaño aproximado de 46,0 cm.

## Estado de conservación
Respecto al estado de conservación, se puede indicar que de acuerdo a la IUCN, esta especie puede catalogarse en la categoría «Datos insuficientes (DD)».